# روبرت دوفور
روبرت دوفور (بالفرنسية: Robert Dufour)‏ (1 يناير 1902 - ) هو لاعب كرة قدم فرنسي.

## وصلات خارجية
- روبرت دوفور على موقع قاعدة بيانات كرة القدم.إي يو (الإنجليزية)
- روبرت دوفور على موقع ناشيونال فوتبول تيمز (الإنجليزية)
- روبرت دوفور على موقع عالم كرة القدم.نت (الإنجليزية)
- روبرت دوفور على موقع أوليمبيديا (الإنجليزية)